# Lega di Spartaco
La Lega di Spartaco o Lega Spartachista (in tedesco Spartakusbund) fu un'organizzazione socialista rivoluzionaria d'ispirazione marxista, formatasi in Germania durante gli anni della prima guerra mondiale. Sorta inizialmente con il nome di Gruppo Internazionale (Gruppe Internationale), in quanto fazione di sinistra interna del Partito Socialdemocratico di Germania, confluì in seguito nel Partito Socialdemocratico Indipendente di Germania (Unabhängige Sozialdemokratische Partei Deutschlands) nel 1917 e partecipò alfine, tra il 1918 ed il 1919, alla fondazione del Partito Comunista di Germania (Kommunistische Partei Deutschlands). La Lega prese il nome dal celebre gladiatore trace Spartaco, che, in un più vasto contesto d'insurrezioni e rivolte anti-schiaviste, capeggiò una vasta e duratura rivolta contro la Repubblica romana, passata appunto alla storia come la guerra di Spartaco.
Costituitasi in seno al movimento pacifista tedesco, sorto in reazione agli orrori della Grande Guerra, divenne, di fronte all'imperante militarismo assunto dai socialdemocratici al potere, il primo nucleo di quello che sarà poi il Partito Comunista di Germania, mirante ad una rivoluzione simile a quella attuata dai bolscevichi in Russia (per quanto la stessa Rosa Luxemburg fosse estremamente critica a diversi suoi aspetti e, di conseguenza, temesse sue possibili derive autoritarie).
Diffuse svariate pubblicazioni clandestine tra cui il giornale Lettere di Spartaco (nome ripreso anche dai partigiani italiani per le pubblicazioni che sostennero, all'origine, l'insurrezione contro il nazi-fascismo). Due fondatori del movimento, Karl Liebknecht (a suo tempo ancora esponente del Partito Socialdemocratico) e Rosa Luxemburg, furono imprigionati, dal 1916 al 1918, per un loro fallito tentativo di organizzare un grande sciopero internazionale di massa contro la guerra.
Nel gennaio del 1919, gli Spartachisti, alla fine, insorsero contro il governo di Berlino, con una violenta rivolta armata conosciuta come la Rivolta spartachista, venendo brutalmente repressi dall'esercito tedesco e dai Freikorps ("Corpi franchi", organizzazioni paramilitari anticomuniste assunte dallo stesso governo socialdemocratico al potere), su diretto ordine dell'allora Cancelliere, il socialdemocratico Friedrich Ebert. Centinaia di Spartachisti, compresi gli stessi Liebknecht e Luxemburg, saranno infine assassinati nelle settimane seguenti ad opera dei Freikorps.

## Panoramica

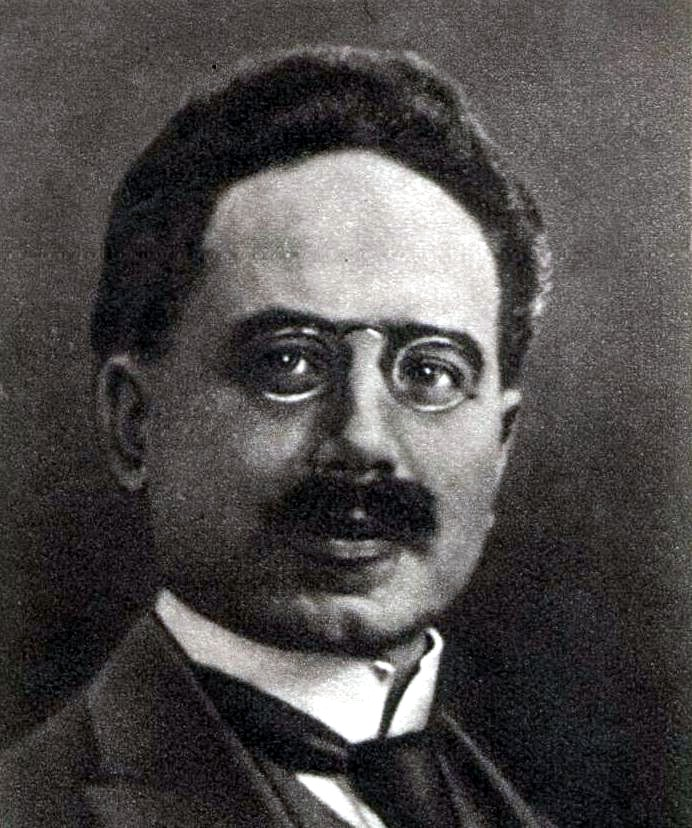
Karl Liebknecht

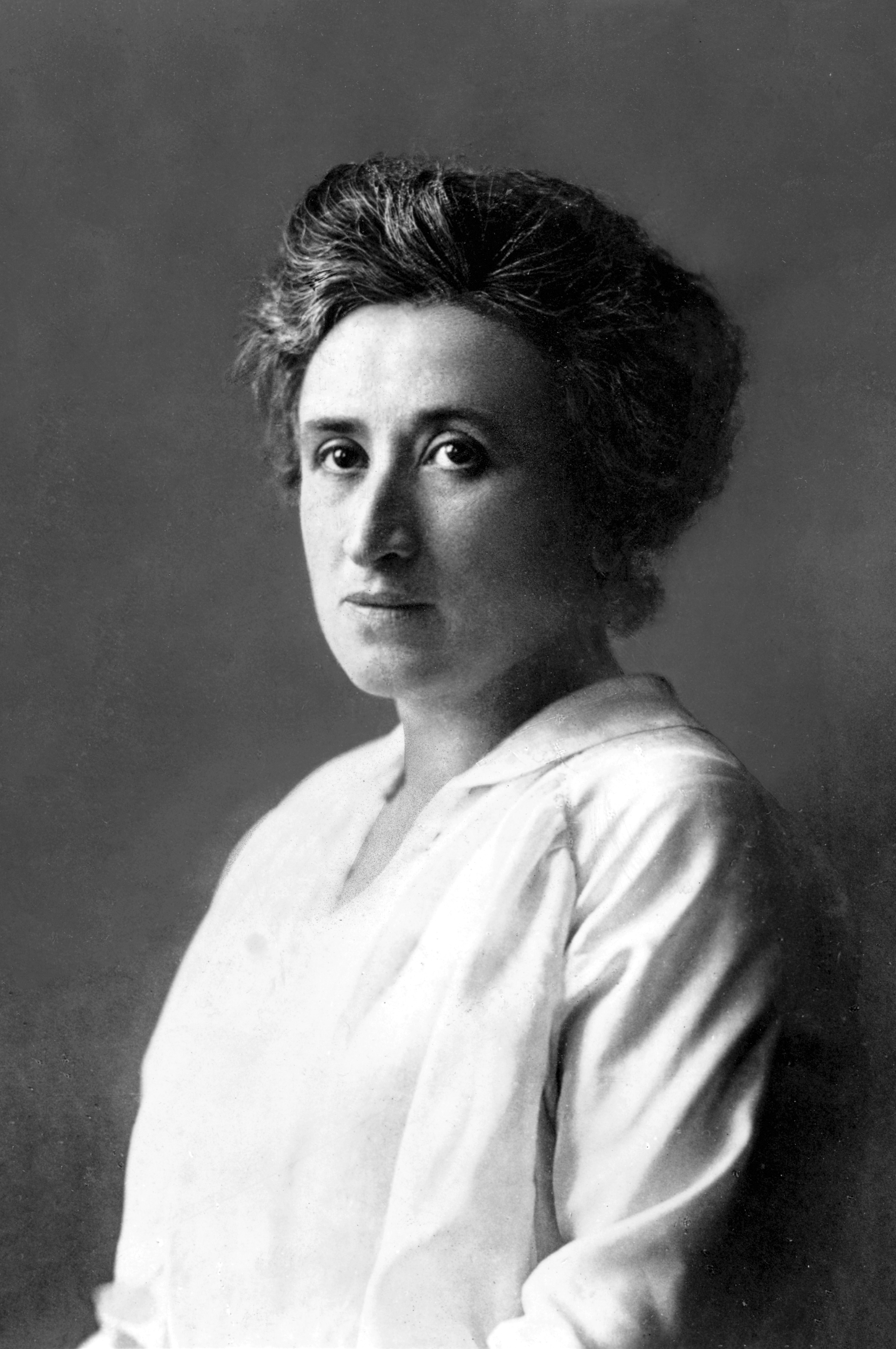
Rosa Luxemburg

Il gruppo venne fondato, con il nome originario di Gruppe Internationale (Gruppo Internazionale) la sera del 4 agosto 1914 su iniziativa di Rosa Luxemburg, in risposta all'assenso ai crediti di guerra dati quella stessa mattina dalla frazione della SPD al parlamento del Reich. Il gruppo si opponeva alla politica di collaborazione dell'SPD con il governo imperiale tedesco e propugnava la solidarietà internazionale all'interno del movimento dei lavoratori. Questo principio era stato in precedenza affermato nel corso di una serie di manifestazioni, alle quali aveva preso parte un gran numero di membri della SPD nel periodo immediatamente antecedente all'entrata in guerra. Nell'ambito di decisioni collettive della Seconda Internazionale si era impegnata più volte, a intraprendere azioni comuni, insieme agli altri partiti socialisti, per scongiurare l'ipotesi di una guerra europea tra le grandi potenze. La sua adesione alla guerra, imitata dai socialisti francesi, provocò il collasso della Seconda Internazionale.
Il Gruppo Internazionale, al contrario, continuò a sostenere le posizioni espresse dai partiti socialdemocratici europei prima della guerra, e rigettò il conflitto, che riteneva un massacro imperialistico voluto dalla borghesia e contrario agli interessi del proletariato. A partire dal gennaio 1916 iniziò la pubblicazione di un proprio giornale dal titolo Spartakusbriefe (lettere di Spartaco). Per questa ragione divenne conosciuto con il nome di “Gruppo Spartaco” (Spartakusgruppe) o più semplicemente Spartakus. 
Gli Spartachisti aderirono all'USPD nel 1917 continuando comunque ad esistere anche come entità autonoma. L'11 novembre 1918 il Gruppo assunse, su iniziativa di Karl Liebknecht, il nome di Lega di Spartaco (Spartakusbund) diventando un'organizzazione indipendente di dimensioni nazionali.
Nel corso della Rivoluzione di Novembre del 1918 combatté per togliere il potere dalle mani dei vertici militari, collettivizzare le industrie chiave, e dare alla Germania una Costituzione che la trasformasse in una repubblica guidata da consigli popolari. Tra la fine del 1918 e l'inizio del 1919 fondò, dopo tentativi di repressione violenta eseguiti dall'esercito su ordine del governo provvisorio di Friedrich Elbert, il Partito Comunista di Germania (Kommunistische Partei Deutschlands, sigla KPD) al quale aderirono altre formazioni rivoluzionarie.

## Storia

### Gruppo Internazionale
La mattina del 4 agosto 1914 la frazione dell'SPD al parlamento nazionale votò all'unanimità l'approvazione ai crediti di guerra. Quella stessa sera Rosa Luxemburg invitò a casa propria alcuni compagni di partito contrari alla guerra. Oltre alla stessa Luxemburg presero parte a questo incontro sei persone, che divennero il nucleo del movimento spartachista: Hermann Duncker, Hugo Eberlein, Julian Marchlewski, Franz Mehring, Ernst Meyer, Wilhelm Pieck.
Nella settimana successiva si unirono: Martha Arendsee, Fritz Ausländer, Heinrich Brandler, Käte Duncker, Otto Gabel, Otto Geithner, Leo Jogiches, Karl Liebknecht, August Thalheimer, Bertha Thalheimer.
Altri membri del gruppo, confluitivi quando esso si era già organizzato a livello nazionale, furono: Johannes R. Becher, Willi Budich, Edwin Hoernle, Paul Lange, Jacob Walcher, Friedrich Westmeyer.

### Rapporto con l'SPD
Con l'approvazione della guerra e con la politica di collaborazione con le autorità statali i vertici e il gruppo parlamentare dell'SPD avevano abbandonato tre principi che caratterizzano il programma del partito dalla sua fondazione: l'internazionalismo proletario, l'antimilitarismo (in particolare l'esplicito rifiuto di una guerra tra stati europei, enunciato nel 1912), e la lotta di classe. Il Gruppo Internazionale vedeva questa svolta come un tradimento dei principi della Socialdemocrazia, proclamati dalla Seconda Internazionale e ribaditi fino a poco prima dell'inizio della guerra nel corso di manifestazioni su scala nazionale in favore della pace. 
L'ipotesi di uscire dall'SPD venne però immediatamente rigettata dai membri del gruppo, che contavano sulla convinzione che il governo avrebbe ben presto messo fuori legge il partito spingendo la maggioranza SPD ad abbandonare la collaborazione con il potere costituito. Si decise di organizzare la lotta contro la guerra dall'interno del partito, spingendo la maggioranza dell'SPD a rifiutare l'approvazione di successivi crediti di guerra e a ripristinare la solidarietà internazionale con gli altri partiti socialisti europei. 
La prima azione del gruppo fu l'invio di 300 telegrammi a membri dell'SPD, contenenti l'invito a rigettare la decisione di appoggio alla guerra presa il 4 agosto dalla frazione parlamentare del partito. L'unica a concordare immediatamente e in modo incondizionato fu Clara Zetkin. Le uniche sezioni locali del partito a pronunciarsi a favore della posizione del gruppo furono inizialmente quelle dei quartieri berlinesi Charlottenburg e Mariendorf. Il 30 ottobre 1914 venne pubblicata a nome degli Spartachisti sul quotidiano svizzero Berner Tagwacht una presa di distanza dai vertici SPD, i quali avevano precedentemente criticato la Seconda Internazionale. Da quel momento i membri vennero sottoposti a sorveglianza da parte della polizia. Ben presto si procedette ai primi arresti e alle prime carcerazioni. 
Nel marzo 1915 il gruppo pubblicò una rivista intitolata  “Internationale” , apparsa in un solo numero e subito sequestrata dalla polizia. Nell'anno successivo, dopo essere cresciuto dandosi un'organizzazione nazionale, pubblicò la rivista illegale Spartakusbriefe (lettere di Spartaco, sotto la direzione di Rosa Luxemburg). Per questo motivo il gruppo divenne conosciuto comunemente col nome Spartakus, poi assunto ufficialmente dal gruppo stesso. Il 1º gennaio 1916 le "direttive sui compiti della Socialdemocrazia Internazionale” (Leitsätze über die Aufgaben der internationalen Sozialdemokratie), stilate in carcere da Rosa Luxemburg, vennero assunte come programma ufficiale del gruppo. 

### Rapporto con l'USPD
Gradualmente alcuni membri del gruppo parlamentare dell'SPD (che inizialmente avevano votato i crediti di guerra piegandosi alla disciplina di partito) si spostarono su posizioni ostili alla guerra senza far parte del Gruppo Internazionale. Il primo a votare contro ulteriori crediti di guerra fu Karl Liebknecht il 2 dicembre. A partire dal 1915 si costituì un'opposizione interna al partito, cresciuta fino a 20 membri nel 1915, in seguito fino a 45. Nel marzo 1917 quest'opposizione venne espulsa dal partito. In conseguenza di ciò venne fondato l'USPD, partito che raccoglieva membri dell'SPD contrari alla guerra.
La Lega di Spartaco, che pur era stata contraria alla scissione, confluì in questo partito. Mantenne però il suo status di gruppo sotto forma di una “unione chiusa di propaganda”, con lo scopo di esercitare influenza all'interno dell'USPD. Anche nell'USPD, infatti, gli internazionalisti convinti erano una minoranza. I “Revisionisti” come Eduard Bernstein e Hugo Haase e i “Centristi”, come Karl Kautsky (in precedenza autore del programma dell'SPD), condividevano con gli Spartachisti solamente il rifiuto del sostegno alla guerra.
La Rivoluzione d'ottobre in Russia, nel corso della quale i Bolscevichi guidati da Lenin e Trockij sciolsero la Duma e presero il potere, erano guardati complessivamente con favore, ma non mancavano dissensi su alcune questioni specifiche. In particolare Rosa Luxemburg ravvisava nel concetto leniniano di avanguardia il pericolo di una dittatura, che rischiava di impedire una reale partecipazione dei lavoratori alla rivoluzione. A questo proposito scrisse in prigione, nell'inverno 1917, un articolo pubblicato postumo nel 1922 dal suo compagno, lo spartachista Paul Levi.

### Programma rivoluzionario
Il 7 ottobre 1918 la Lega di Spartaco reagì al cambiamento di costituzione e alla partecipazione dell'SPD al governo nella riforma del 7 ottobre 1918 con una conferenza nazionale, tenutasi illegalmente a Berlino. In quell'occasione venne stilato un programma per una rivoluzione popolare che avrebbe dovuto abbattere il capitalismo militarista e imperialista. Obiettivi del programma erano:
- l'immediata fine del conflitto;
- l'annullamento senza risarcimento di tutti i crediti di guerra;
- la conquista dei diritti e delle libertà civili;
- una riforma della giustizia e l'abolizione delle norme classiste in materia di diritto di voto e di procedura giudiziaria;
- l'abolizione e disarmo dei corpi imperiali;
- la collettivizzazione dei mezzi di produzione, l'esproprio del capitale bancario, delle miniere e delle fonderie e delle fabbriche di armamenti;
- come obiettivo finale la creazione di una repubblica socialista.

Particolarmente dettagliati erano i progetti per una democratizzazione dell'esercito, considerata il presupposto fondamentale per una rivoluzione:
- Concessione del diritto di associazione e di assemblea ai soldati, anche quando in servizio;
- Abolizione del diritto di punizione da parte dei superiori, la disciplina avrebbe dovuto essere garantita da delegati eletti dalla truppa;
- Abolizione dei tribunali di guerra;
- Allontanamento di superiori sulla base di decisione a maggioranza dei sottoposti;
- Abolizione della pena di morte e del carcere per reati militari e politici.

La Lega di Spartaco proclamò in un manifesto nazionale questi obiettivi, considerati il banco di prova per verificare i programmi di democratizzazione della MSPD (Mehrheitssozialdemokratische Partei Deutschlands, “partito socialdemocratico tedesco di maggioranza”, denominazione assunta fra il 1918 e il 1922 dalla SPD per marcare la separazione rispetto alla USPD), la cui partecipazione al governo era vista come un tradimento dei reali interessi dei lavoratori.
La Lega di Spartaco si dichiarava favorevole ad una dittatura del proletariato, intesa come controllo democratico da parte dei lavoratori dei mezzi di produzione e delle aziende. Esprimeva una forte solidarietà con la rivoluzione d'ottobre, ma non si considerava un'élite o partito d'avanguardia sul modello bolscevico. Bensì come custode dell'ideale socialdemocratico prebellico e come propugnatore della sua realizzazione: suo scopo dichiarato era la liberazione mondiale dalla “dominazione schiavistica del capitalismo”. I suoi principi si richiamavano al Manifesto del Partito Comunista pubblicato nel 1848 da Karl Marx e Friedrich Engels.

### La Rivoluzione di novembre
La Rivoluzione di novembre ebbe origine dalla rivolta dei marinai a Kiel. Questi si ribellarono spontaneamente contro un proseguimento della guerra considerato insensato da un punto di vista militare, occupando le navi ed eleggendo o nominando consigli degli operai e dei soldati senza essere guidati da partiti di sinistra. Presupposto essenziale per questa solidarietà tra operai e soldati fu un importante sciopero dell'industria degli armamenti nel gennaio del 1918. In quell'occasione avevano fatto la loro comparsa dei “rappresentanti rivoluzionari” apartitici, sebbene vicini all'USDP, che ora portavano la rivoluzione nelle grandi città. In tutta la Germania questi nuovi consigli dei lavoratori si richiamano ad alcuni degli obiettivi della Lega di Spartaco, senza che questa avesse potuto esercitarvi un'influenza diretta, o intervenire nella loro organizzazione, essendo stata fino ad allora vietata.

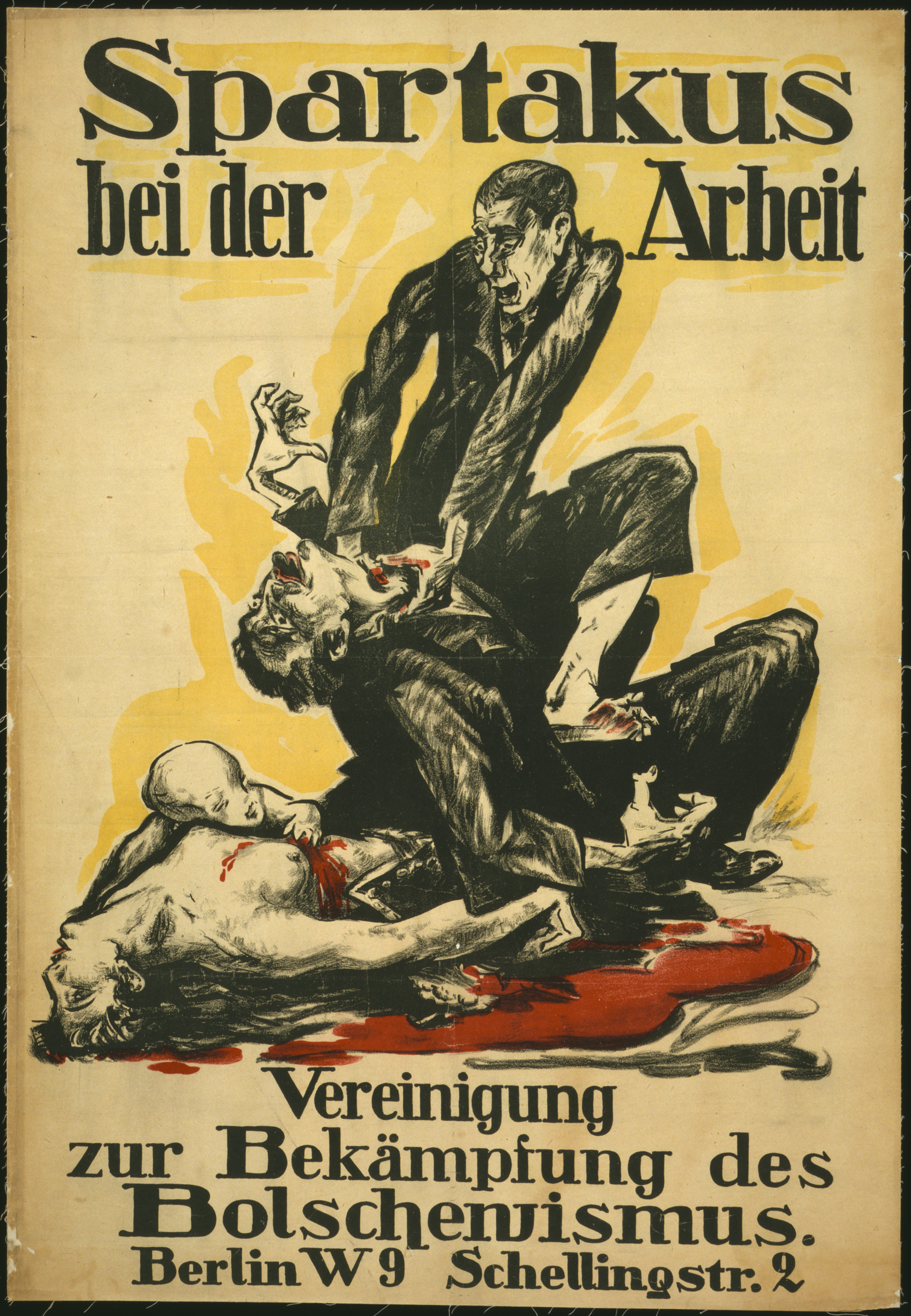
"Spartachisti al lavoro", manifesto di propaganda contro la Lega di Spartaco del 1919.

Karl Liebknecht fu rilasciato il 23 ottobre 1918, arrivò a Berlino l'8 novembre, assumendo la direzione della Lega di Spartaco. Il 9 novembre 1918 proclamò, dapprima nel Tiergarten, e successivamente davanti al castello di Berlino, una “libera repubblica socialista tedesca”. Poco prima l'esponente dell'MSPD Philipp Scheidemann aveva proclamato dal balcone del Reichstag una “repubblica democratica tedesca”.
L'11 novembre 1918 la Lega di Spartaco venne fondata come organizzazione a livello nazionale. Il nome intendeva esprimere un maggior livello di organizzazione e una presa di distanza dall'USPD. Rosa Luxemburg redasse il programma, che conteneva misure immediate per la protezione della rivoluzione:
- Disarmo della polizia e degli appartenenti alle classi dominanti;
- Armamento del proletariato e creazione di una “Guardia Rossa”;
- Presa di possesso dei consigli comunali e regionali da parte di lavoratori e soldati eletti liberamente;
- Collettivizzazione (esproprio) di banche, miniere, fonderie e grandi industrie;
- Presa di contatto con tutti i partiti gemelli stranieri per un'internazionalizzazione della rivoluzione.

Nei mesi successivi la Lega di Spartaco tentò di influenzare in questo senso la situazione politica per mezzo del quotidiano Die Rote Fahne ("La Bandiera Rossa"). Con le prime sparatorie il 6 dicembre, ma soprattutto col tentativo di sciogliere la Volksmarinedivision (una formazione armata composta da marinai insorti) si rese manifesta l'intenzione da parte di Friedrich Ebert di ostacolare gli obiettivi rivoluzionari. A partire dal 10 dicembre Rosa Luxemburg si dichiarò pubblicamente favorevole alla creazione di una repubblica guidata da consigli popolari.

### Fondazione della KPD
Il 14 dicembre venne pubblicato sul quotidiano spartachista Die Rote Fahne un articolo programmatico redatto da Rosa Luxemburg dal titolo Cosa vuole la Lega di Spartaco? (Was will der Spartakusbund?) nel quale si poteva leggere: "La Lega di Spartaco non assumerà mai il governo se non, con il chiaro, univoco consenso delle masse proletarie tedesche, mai in altro modo se non per mezzo della consapevole adesione del proletariato alla visione, agli scopi e ai metodi di lotta della Lega di Spartaco".
Dopo gli scontri di dicembre a Berlino la Lega di Spartaco convocò un congresso nazionale dal 29 al 31 dicembre a Berlino. Là i suoi membri, insieme con i membri dell'IKD (Internationale Kommunisten Deutschlands, “Comunisti Internazionalisti Tedeschi”) formarono il Partito Comunista di Germania (KPD). Questo assunse, praticamente senza modifiche, l'articolo di Rosa Luxemburg del 14 dicembre 1918 come proprio programma. Sosteneva un socialismo senza compromessi e promuoveva il proseguimento e la diffusione della rivoluzione che era iniziata attraverso la presa del potere da parte dei consigli operai nelle fabbriche. 
La posizione rispetto al parlamentarismo, rimaneva dibattuta. 
I membri dirigenti del KPD erano a favore di una partecipazione della KPD alle successive elezioni per l'Assemblea nazionale di Weimar ma furono battuti nella votazione interna alla lega per 62 delegati contro 23. Questa congresso di partito faceva propria la posizione espressa una settimana prima da Karl Liebknecht: "Ma l'assemblea nazionale non significa altro che una democrazia politica formale. Non ha in alcun modo il significato di quella democrazia che il socialismo propugna. La scheda elettorale non è di certo la leva con la quale l'ordinamento sociale capitalistico può essere scardinato".
La Costituzione di Weimar garantì la proprietà privata dei mezzi di produzione, l'esistenza dell'esercito e il diritto alla pensione dei membri dell'amministrazione imperiale.

### La rivolta di gennaio

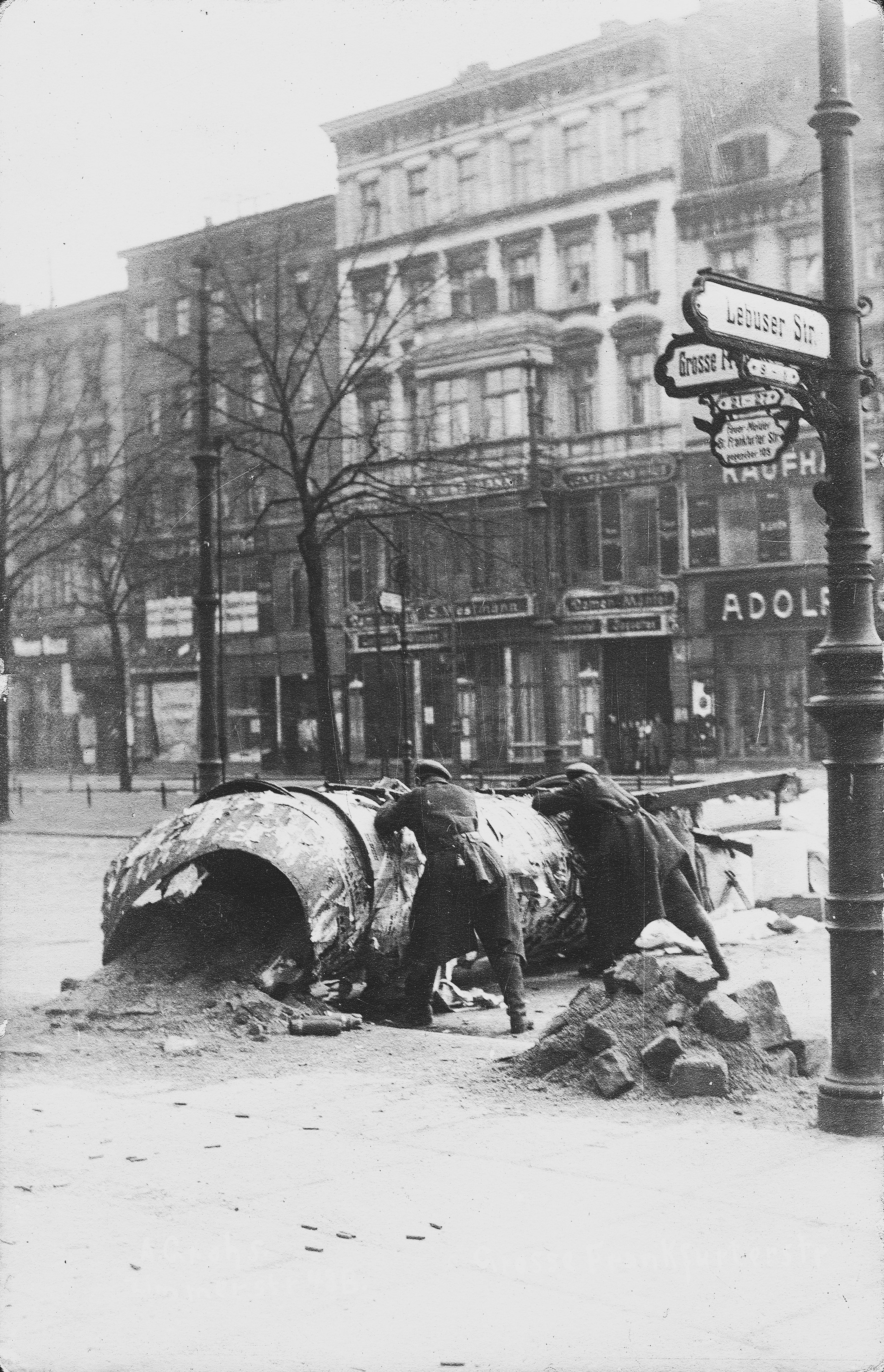
Soldati dietro una barricata durante la rivolta spartachista del gennaio 1919

Già pochi giorni dopo la Lega dovette affrontare una prova cruciale: il 5 gennaio 1919 i “rappresentanti rivoluzionari” delle industrie di armamenti berlinesi, che erano vicini all'USPD e che già erano stati organizzatori dello sciopero di gennaio, incitarono una sollevazione armata contro il licenziamento del Capo della Polizia di Berlino Emil Eichhorn. La Lega si unì alla rivolta e tentò, nel corso di quelle che vengono erroneamente chiamate Rivolte spartachiste, di spingere i consigli di soldati di Berlino ad abbattere il governo di transizione di Friedrich Ebert. Questo tentativo fallì e la ribellione fu soffocata da unità dell'esercito imperiale insieme ai Corpi Franchi di nuova costituzione.
Il 15 gennaio Rosa Luxemburg e Karl Liebknecht vennero catturati, sottoposti a duri maltrattamenti e uccisi da appartenenti alla Garde-Kavallerie-Schützen-Division, una divisione dell'esercito. Da quel momento finì la storia della Lega di Spartaco e iniziò quella della KPD nella Repubblica di Weimar.